# For All We Know
For All We Know est une chanson américaine de Larry Meredith composée par Fred Karlin sur des lyrics de Robb Royer et Jimmy Griffin, extraite de la bande originale du film Lune de miel aux orties. Classée no 1 dans le Hot Adult Contemporary Tracks du Billboard, elle reçoit l'Oscar de la meilleure chanson originale en 1970. For All We Know est depuis devenue un standard.
Cette page ne parle pas de l'autre chanson nommée For All We Know, datant de 1934, composée par J. Fred Coots, paroles de Sam M. Lewis, devenue standard de Jazz et reprise par de nombreux jazzmen (dont Dave Brubeck, Nat King Cole, Donny Hathaway, Brad Mehldau, Keith Jarrett, Shai Maestro).

## Versions

### Single des Carpenters
Singles de The Carpenters
Merry Christmas Darling
(1970) Rainy Days and Mondays
(1971)

### Single de Shirley Bassey
Singles de Shirley Bassey
(Where Do I Begin?) Love Story
(1971) Diamonds Are Forever
(1971)
Le single de Shirley Bassey sort dès juillet 1971, entre au UK Singles Chart en août pour en sortir et y rentrer à nouveau, où il atteint finalement le no 6, y battant la version des Carpenters. For All We Know reste 23 semaines au hit-parade britannique. 
Enregistrée en anglais (sauf mention contraire) par :
- Joey Albert
- John Arpin
- Shirley Bassey sur l'album I Capricorn
- Carol Burnett
- The Carpenters
- Vikki Carr
- Petula Clark
- Richard Clayderman (instrumental)
- Perry Como
- Sammy Davis Jr.
- George Duke
- Arthur Fiedler (instrumental)
- Nicki French
- Astrud Gilberto (en portugais : Solo el Fin)
- Stéphane Grappelli (instrumental)
- Fred Karlin
- Rolf Kühn
- Craig LaForest
- Norma Lewis
- Joe McBride
- Johnny Mathis
- Matt Monro
- Jeremy Monteiro
- Tony Mottola
- Peter Nero
- Emile Pandolfi (instrumental)
- George Shearing (instrumental)
- Mary Stallings
- Rod Stewart
- Jerry Vale
- Billy Vaughn
- Dionne Warwick
- Andy Williams
- Gary Wilson (instrumental)
- Wing

## Récompenses
- 1970 : Oscar de la meilleure chanson originale.